# Богородский Вал
Богоро́дский Вал — улица в Восточном административном округе города Москвы на территории районов Преображенское и Богородское.
Пролегает между Краснобогатырской улицей и набережной Ганнушкина. Проходит параллельно улице Атарбекова, 2-й и 3-й улице Бухвостова. Вправо отходят Потешная улица и Проектируемый проезд № 917. Нумерация домов начинается от Глебовского моста.
Улица названа в 1922 году (ранее — ул. Камер-Коллежский Богородский Вал); возникла на месте Камер-Коллежского вала, примыкавшего к бывшему селу Богородское.

## Транспорт
По Богородскому валу ходит автобус 265. Ближайшая станция метро —  Преображенская площадь.